# Carl Ludvig de Roepstorff
Carl Ludvig de Roepstorff (20. november 1701 i Steinburg, Holsten – 11. juli 1787 i Trondhjem) var en dansk officer.
Han var søn af Johann Christoph de Roepstorff (1659-1731) og Marie Elisabeth Arvedsdatter Storm. Roepstorff sluttede sin karriere i Norge som generalmajor.
Han blev gift 1. gang 26. april 1722 med Johanna Christina Riis (død 3. januar 1727), 2. gang 16. november 1732 med Magdalena Cathrine Adler (død 6. september 1740), og 3. gang (22. maj 1744) ægtede han Mette Rosenkrantz Sehested (1723 – 13. juli 1801).